# Lago Trousers
O lago Trousers é um lago de água doce localizado no Condado de York, província de New Brunswick, no Canadá.
Esta superfície lagunar encontra-se nas coordenadas geográficas 46°59'09" Norte e 66°26'12" Oeste 
O lago Trousers encontra-se localizado a uma distância de apenas 36,5 milhas da cidade de Stanley, também esta fazendo parte da província de New Brunswick. 
É um local bastante procurado pelos pescadores que aqui vão encontrar uma fauna piscícola variada, e onde estão incluídos a truta, o Salvelinus fontinalis e o Lepomis macrochirus. 